# Garrison (Iowa)
Garrison es una ciudad ubicada en el condado de Benton en el estado estadounidense de Iowa. En el Censo de 2010 tenía una población de 371 habitantes y una densidad poblacional de 579,93 personas por km².

## Geografía
Garrison se encuentra ubicada en las coordenadas 42°8′38″N 92°8′35″O / 42.14389, -92.14306. Según la Oficina del Censo de los Estados Unidos, Garrison tiene una superficie total de 0.64 km², de la cual 0.64 km² corresponden a tierra firme y (0%) 0 km² es agua.

## Demografía
Según el censo de 2010, había 371 personas residiendo en Garrison. La densidad de población era de 579,93 hab./km². De los 371 habitantes, Garrison estaba compuesto por el 96.23% blancos, el 1.08% eran afroamericanos, el 0% eran amerindios, el 0% eran asiáticos, el 0% eran isleños del Pacífico, el 0.27% eran de otras razas y el 2.43% pertenecían a dos o más razas. Del total de la población el 1.62% eran hispanos o latinos de cualquier raza.